# 서보 기구

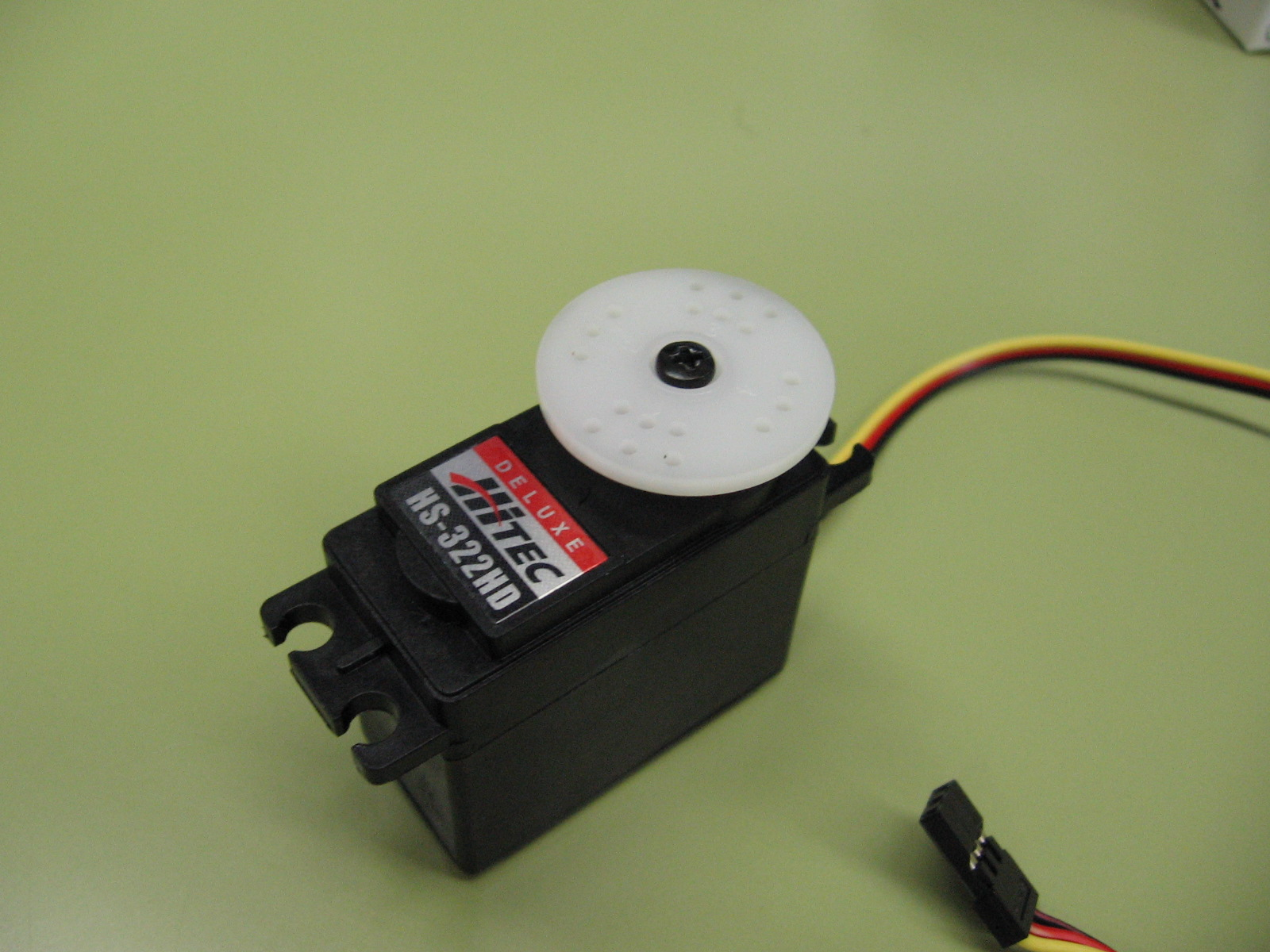

서보모터(servomotor, servo motor)는 범용 기계와 비교해 보면 핸들을 돌리는 손에 해당하는 부분으로 머리에 해당되는 정보처리회로(CPU)의 명령에 따라 공작기계 테이블 등을 움직이게 하는 모터이다.
물체의 위치·방위·자세·회전 속도 등을 제어량으로 하고 목표치의 변화에 뒤따르도록 구성된 자동제어계를 서보기구(servo機構)라하며, 보통 피드백(feed back) 회로를 가지고 있어, 출력의 검출부·목표치와의 오차 증폭부·조작부·제어 대상 등으로 구성된다. 이러한 서보계의 조작부에 사용되는 것이 서보모터인데, 전기식(직류·교류)·유압식·전기유압식으로 된 것들이 있다.
서보모터의 역할은 목표치로부터 벌어짐에 따라 재빨리 정·역회전하여 서보계를 평형으로 유지하는 일이며, 일반적으로 시동·정지·역전의 동작이 신속 정확해야 하고, 더구나 시동 토크가 커야 할 것과 신속히 평형 상태에 도달하도록 전동기의 고유 응답성이 좋아야 한다. 직류서보모터에는 서보용 직류전동기·프린트 모터(print motor)·평활전기자형 전동기가 있다. 서보용 직류전동기는 전기자를 좁고 길게 하여 관성을 적게 하며 전기자 홈을 비스듬히 만들어 토크의 맥동을 없애고, 고정자의 계철(繼鐵)을 성층강판제로 하여 와전류를 줄인 것이다. 프린트 모터는 절연물의 얇은 원판 양면에 동박을 프린트 배선한 것을 전기자로 하고, 여기에 브러시를 직접 접촉시켜서 전류를 통할 수 있는 구조로 된 것이다. 자극으로는 영구자석을 사용하며, 전기자에는 철심이 없다. 출력 1kW 정도의 것까지 있다. 평활전기자형 전동기는 매우 좁다란 철심의 주위에 전기자권선을 유리 테이프(tape)로 고정시켜 전체를 에폭시 수지로 굳힌 것이다. 출력 20kW 정도의 전동기도 있다. 교류서보모터로 잘 쓰이는 것은 이상(二相) 서보모터이다. 이것은 2상권의 농형유도전동기로서 여자권선과 제어권선이 있으며, 제어권선에의 전압의 크기 또는 위상을 변화시켜 제어한다. 직류서보모터와 같이 회전자를 얇게 하거나 좁다랗게 하거나 하는데, 회전자 철심의 중량이 큰 부분을 고정시킨 채 권선 부분만을 회전시키도록 만든 것도 있다. 출력은 수십 와트의 소형전동기가 보통이다. 그 밖에 특수한 것으로는 스테프모터(펄스모터)가 있다. 이것은 디지털량(펄스수)을 아날로그량으로 변환하는 것의 하나로, 프로그램되는 방법으로 직류여자될 때 일정 각도만큼 회전하는 장치이다. 각도 변위의 방향은 펄스의 순서로 정해진다. 피드백 회로가 필요치 않는 폐회로(opclosed식 제어계의 서보모터로서 많이 사용된다.